# Ma On Shan (ville)
Pour les articles homonymes, voir Ma On Shan.
Ma On Shan (en chinois : 馬鞍山) est un quartier résidentiel de Hong Kong. La zone appartient administrativement au district de Sha Tin de 18 districts à Hong Kong, et son nom est attribué à la montagne du même nom dans le district.
Ma On Shan est une extension de la nouvelle ville de Shatin. Cependant, le développement de Ma On Shan est relativement tardif et l'urbanisme est également très différent. C'est donc aussi une "nouvelle ville de troisième génération", et les nouvelles villes de Tianshuiwei et Tseung Kwan O se sont également développées dans les années 80.

## Histoire
Ma On Shan a découvert des vestiges culturels de la fin du Néolithique (il y a environ 3 000 à 4 000 ans) et de la dynastie des Song du Sud. Avant les années 80, la région était encore un petit village où les villageois se livraient à des activités économiques rurales traditionnelles telles que l'agriculture et la pêche. Des entreprises japonaises modernes sont venues ici pour exploiter la magnétite, faisant de Ma On Shan un centre industriel où des milliers de travailleurs y vivaient à l'apogée. Mais dans les années 1970, en raison de la crise pétrolière, du développement de nouvelles villes et d'autres événements, le coût de l'exploitation minière a considérablement augmenté et le gouvernement de Hong Kong a décidé de faire de Ma On Shan une nouvelle ville. La mine a également pris fin en 1976. Le développement de la nouvelle ville de Ma On Shan a commencé en 1980. Après des décennies d'efforts, Ma On Shan est devenue une grande zone résidentielle avec de nombreux villages et centres commerciaux.

## Géographie
Ma On Shan est située au nord-est du district de Sha Tin, avec Mui Tsz Lam Road comme ligne de démarcation avec le district de Sha Tin. En outre, Ma On Shan est situé par la face ouest des pics jumeaux de Ma On Shan, qui peut être traduit par "cheval de selle". La ville est construite sur la bande entre le port de Tolo et la montagne Ma On Shan. L'extrémité nord de la ville atteint la colonie de Wu Kai Sha et le sud de Tai Shui Hang. L'est de Ma On Shan est adjacent aux quatorze cantons du nord de Sai Kung (qui appartient au district de Tai Po sur la division administrative). De plus, sur la carte de la dynastie Qing de 1866 "Carte complète du comté de Xin'an", les noms "Ma On Shan" et "Sha Tin" sont apparus.

### Trois trésors à Ma On Shan
1. Minerai de fer: Les réserves de minerai de fer de Ma On Shan (en chinois : 鐵礦) sont estimées à plus de 7 millions de tonnes, et le minerai de fer extrait des années 50 aux années 70 a été principalement exporté vers le Japon.
2. Rhododendron: Hong Kong Azalea Rhododendron a été découvert à Hong Kong en 1851, mais a été confondu avec une autre espèce. Il n'a été nommé comme nouvelle espèce à Hong Kong qu'en 1930. La période de floraison est avril et les fleurs sont blanches à rouge clair. Trouvé uniquement à Ma On Shan et dans plusieurs autres endroits. Les rhododendrons indigènes d'autres espèces de Ma On Shan comprennent le rhododendron de champion, le rhododendron de Mme Farrer, le rhododendron de Westland, le rhododendron de Chine méridionale et l'azalée rouge. Depuis 2006, le comité de district de Sha Tin East One, le bureau de district de Sha Tin, le département de génie civil et de développement, le département des loisirs et des services culturels, la Ma On Shan Civil Society Promotion Association, l'ancienne Kowloon-Canton Railway Corporation, la Sha Tin District Middle School Principals Association et la Sha Tin District Primary School Principals Association Co-organiser le "Ma On Shan Rhododendron Festival" pour promouvoir les azalées en tant que symbole régional de Ma On Shan. Les activités comprennent la plantation d'azalées dans des ceintures vertes et des lotissements, des concours et des expositions de photographie et de peinture.
3. Cerf aboyeur: Il s'agit en fait de carie rouge ou de cerf rouge (en chinois : 赤麂) . Il s'appelle Shanqiang à Taïwan. Il s'agit d'une petite famille de cerfs artiodactyles. Il pousse dans le sud de la Chine, y compris Hong Kong, à l'ouest de l'Inde, du Pakistan et de l'Afghanistan. Les défenses aiment habiter les bois et les hautes herbes. Elles mangent des feuilles et des racines ou des tiges souterraines comme nourriture. Parfois, elles mangent de l'écorce et vivent seules. Lorsqu'elles ont peur ou pendant la saison de reproduction, elles émettront un appel étrange, communément appelé cerf ( Barking Deer), timide par nature, Hong Kong avait la réputation d'être effrayé à mort alors qu'il était pris au piège dans la nature.

## Logement et équipements collectifs
Ma On Shan possède sa propre zone "centre-ville", initialement prévue au nord du village de Heng On, et maintenant les principales installations de la ville sont concentrées près de la station Ma On Shan du MTR, y compris les grands centres commerciaux, les parcs municipaux, les promenades, les gymnases, les piscines, Bibliothèques publiques, etc.

### Les aménagements publics
Le terrain de sport Ma On Shan ouvre toute la semaine. Les terrains de badminton et les tables de ping-pong abondent, et le coût d'un terrain de badminton pendant une heure est d'environ 60 HK $ (à moitié prix pour les étudiants).
Près du centre sportif se trouve la piscine publique de Ma On Shan. Adjacent à la piscine est le «SA Poolside Cafe», un café populaire géré par l'Armée du Salut, composé de jeunes hommes et femmes handicapés qui fournissent un service précieux et profitent énormément de l'expérience. La majorité des bénéfices du café vont à l'Armée du Salut.
La bibliothèque publique Ma On Shan, achevée en 2005, est à distance de marche du centre sportif et de la piscine. La bibliothèque offre un emplacement alternatif pour la lecture et la recherche à la bibliothèque publique de Sha Tin.

### Centres commerciaux
Bien que Ma On Shan soit une ville relativement petite dans les nouveaux territoires, elle est bien connue des résidents de Hong Kong et des expatriés. La ville dispose d'un centre commercial de trois étages, Sunshine City Plaza. Reliant à Sunshine City Plaza sont deux autres centres commerciaux; Ma On Shan Plaza et Sunshine Bazaar.
Bien qu'il existe de nombreux centres commerciaux à Ma On Shan, après que de plus en plus de grands ensembles résidentiels ont été rejoints, la plupart d'entre eux sont dominés par des chaînes de restaurants imitation haut de gamme avec peu de choix alimentaires. En 2013, les membres du conseil de district ont écrit à Yoshinoya pour ouvrir à Ma On Shan. Ce n'est qu'après l'entrée du Hengan Market Food Street et de Yoshinoya dans le centre commercial Song'an en 2018 qu'il s'est amélioré.

#### Ma On Shan Plaza
Ma On Shan Plaza est un centre commercial dans le centre-ville de Ma On Shan dans le district de Sha Tin. Situé sur Sai Sha Road, il est relié au Sunshine City Plaza et à la station Ma On Shan de la ligne MTR Ma On Shan par des passerelles. Il s'agit d'un centre commercial associé construit avec le lotissement résidentiel de Bayshore Towers, développé par Cheung Kong Holdings. Le centre commercial a été célèbre pour son manège intérieur pour l'amusement des visiteurs qui achètent des articles dans tous les magasins de la galerie marchande jusqu'à un certain montant. Le manège, avec la tour de l'horloge à eau à côté, a été le symbole de la place Ma On Shan.

#### MOSTown
MOSTown est un endroit unique pour acheter presque n'importe quoi. La majorité des magasins sont des magasins de vêtements, y compris des marques bien connues comme Levi's, Bauhaus, Adidas, Giordano et bien d'autres, principalement spécialisées dans la mode féminine. MOSTown possède également un grand magasin « Citistore » vendant des vêtements, matelas, lits, jouets, appareils électriques, bagages et plus encore.
De nombreux restaurants se trouvent sur la place et en plus des favoris cantonais locaux, vous trouverez également des points de vente McDonald's et KFC. Un grand supermarché « Market Place by Jasons » est présent, tout comme une pharmacie, des magasins de cosmétiques, des coiffeurs, des salons de thé, des boulangeries, des magasins de chaussures et un grand classique : un magasin HK « 12 $ ».

#### Sunshine Bazaar
Sunshine Bazaar est un petit espace de vente au détail d'arcade qui comprend une banque, une animalerie, un magasin de musique, un centre médical familial et un ou plusieurs centres de tutorat.

### Installations ferroviaires

#### Trains
Ma On Shan est desservie par la ligne Tuen Ma (en chinois : 屯馬綫) du réseau MTR. Il a été inauguré le 21 décembre 2004 par le chemin de fer Kowloon-Canton. Les quatre dernières stations de la ligne: Tai Shui Hang (en chinois : 大水坑), Heng On (en chinois : 恆安), Ma On Shan (en chinois : 馬鞍山) et Wu Kai Sha (en chinois : 烏溪沙) se trouvent à Ma On Shan, la station Ma On Shan étant située directement dans le centre-ville. La ligne ferroviaire se termine à Kai Tak, où les passagers peuvent changer pour la ligne East Rail pour desservir Kowloon et les postes frontaliers continentaux à Lo Wu et Lok Ma Chau.
Dans le cadre du projet Sha Tin to Central Link, la ligne Ma On Shan sera prolongée via Hin Tin et le tunnel Lion Rock jusqu'à l'est de Kowloon et sera reliée à la ligne West Rail à la station Hung Hom, formant la ligne Tuen Ma avec un service direct à Tsuen Wan et Tuen Mun.

#### Autobus
De nombreux bus et bus légers publics desservent la région et relient les résidents aux endroits voisins, notamment Sha Tin, Tai Po et Kowloon, y compris un certain nombre de routes transbordées vers l'île de Hong Kong. La ville est desservie par plusieurs terminaux de bus, notamment le centre-ville de Ma On Shan et le terminus Lee On Bus.

#### Taxis
Ma On Shan est desservie par des taxis verts et rouges. Les taxis verts ne desservent que les nouveaux territoires, tandis que les taxis rouges plus chers desservent les zones urbaines de l'île de Hong Kong et de Kowloon.

### Réseau de ponts piétonniers
Il y a un réseau de ponts piétonniers dans le centre de Ma On Shan, qui est principalement construit pour les centres commerciaux et les promoteurs immobiliers, afin que les résidents puissent se rendre au centre commercial depuis la plate-forme du lotissement ou à l'entrée du centre commercial, ou se rendre à l'échangeur de transport en commun et à la gare routière en dessous du centre commercial. Voiture, sauve le soleil et la pluie. En 2004, la gare Ma On Shan Railway Ma On Shan a été achevée et deux passerelles ont été construites pour relier Ma On Shan Square et le centre-ville de Xingang, permettant aux résidents de prendre la ligne Ma On Shan vers et depuis la gare Ma On Shan via le réseau de passerelles.

## Développement futur
Afin de répondre à la demande de remplacement de logements de la classe moyenne et de logements, une partie de l'espace ouvert de Ma On Shan, des terres publiques et des ceintures vertes ont été zonées pour le développement de logements privés et publics, et certains d'entre eux ont déjà commencé les travaux de construction. Y compris les zones résidentielles de la rue Ma Jin, de la rue Heng Guang, de Baishi et de Luohe Shali. Les 6 sites restants seront utilisés pour le développement de logements sociaux. Parmi eux, le sud de Ma On Shan Road, le nord de Ma On Shan Road et le terrain de Hengtai Road ont également été approuvés par le Conseil de l'urbanisme. Les deux sites de Ma On Shan Road seront combinés pour construire des HOS, impliquant environ 1 700 personnes. Partenaires et le terrain sur Hengtai Road sera construit pour le logement public, impliquant environ 1 600 unités. Le gouvernement recherche également des lieux à potentiel de développement résidentiel.
En outre, une usine de traitement des eaux usées est en cours de construction dans la montagne près de Dashuikeng pour remplacer la station d'épuration de Shatin.

## Population
Selon l'annexe VI du "Rapport de recommandation des élections du conseil de section de 2015", annexe VI: Statistiques sur "la portée recommandée des circonscriptions du conseil de section" pour le district de Sha Tin , Chung On (en chinois : 頌安) [R24], Kam To (en chinois : 錦濤) [R25], Centre-ville de Ma On Shan (en chinois : 馬鞍山市中心) [R26], Lee On (en chinois : 利安) [R27], Fu Lung (en chinois : 富龍) [R28], Wu Kai Sha (en chinois : 烏溪沙) [R29], Kam Ying (en chinois : 錦英) [R30], Yiu On (en chinois : 耀安) [R31], Heng On (en chinois : 恆安) [R32], On Tai (en chinois : 鞍泰) [R33] La population totale des onze circonscriptions de Tai Shui Hang (en chinois : 烏溪沙) [R34] est de 208 097, soit environ 30% de la population totale (31,34%) de l'ensemble du district de Shatin.

## Répartition des sièges de district
Le conseil de district de Shatin auquel appartient Ma On Shan est le plus grand conseil de district de Hong Kong avec un total de 42 sièges, dont 13 sont élus à Ma On Shan. S'il est réparti selon la population et la situation géographique, Ma On Shan a les conditions pour devenir un conseil de district indépendant.